# Гімн Кедмона
Гімн Кедмона (англ. Cædmon's Hymn) — гімн давньоанглійською мовою, приписуваний поетові Кедмону (Cædmon), який жив у VII столітті. За переказом Беди Преподобного, викладеним у «Історії англів» (IV.24), Кедмон був неписьменним пастухом, який працював у абатстві Вітбі. Кедмон не вмів співати та грати. Якось увечері, коли на бенкеті його друзі по черзі грали на арфі та співали, і дійшла черга Кедмону взяти арфу, він мусив відмовитися і, засмучений, пішов додому.

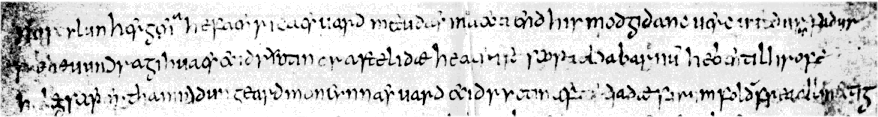
Один із найдавніших рукописів «Гімну Кедмона» (бл. 737)

Вночі уві сні йому явився хтось і попросив заспівати. Кедмон знову відмовився, але незнайомець наполягав. Кедмон спитав, про що йому співати; той відповів: «Заспівай про початок творіння». Тоді Кедмон склав віршовану хвалу Творцю, яка отримала назву «Гімн Кедмона». На ранок він розповів про своє осяяння абатисі Гільді, і та наказала переказати йому докладно біблійну історію, щоб він міг викласти її у віршах. Кедмон прийняв чернецтво і помер у монастирі.
«Гімн Кедмона» зберігся у багатьох рукописах (переважно в складі «Історії англів» Беди) і вважається одним із найстаріших поетичних творів давньоанглійською мовою. У гімні поєднано як язичницьку, так і християнську лексику: деякі формули — «батько слави» (uuldurfadur), «хранитель людей серединного світу» (middingard moncynnæs uard) — мають явні сліди язичництва, інші, як «святий Творець» — відбивають вплив християнства.

## Текст і переклад
Гімн Кедмона зберігся давньоанглійською мовою у двадцяти одному рукописі, спочатку як маргінальні примітки до латинської версії поеми Беди. Деякі з цих рукописів відображають нортумбрійський діалект Беди і (ймовірно) Кедмона, а деякі — переклад поеми на західносаксонський діалект. Чи то через зміни в усній традиції, чи то через письмову передачу, тексти різних рукописів відрізняються. Існує певна дискусія щодо найкращого перекладу деяких із цих варіантів.
Нижче наведено Гімн Кедмона на нортумбрійському староанглійському діалекті з Рукопису Мура, копію якого датовано 737 роком н. е., літературний переклад українською Skjøld Skefsson і сучасною англійською.
| Давньоанглійська | Українська | Англійська |
| --- | --- | --- |
| Nū scylun herʒan hefaenrīcaes Uard, Metudæs maecti end his mōdʒidanc, uerc Uuldurfadur, suē hē uundra ʒihuaes, ēci dryctin ōr āstelidæ hē ǣrist scōp aelda barnum heben til hrōfe, hāleg Scepen. Thā middunʒeard moncynnæs Uard, ēci Dryctin, æfter tīadæ fīrum foldu, Frēa allmectig. | Славити маємо Слави Господаря, Міць Мислевчителя та його замисел, Твір Чудотворця, хто всім світу дивам Початок поклав, вічний Володар. Спершу створив він небо над нами - Дітьми землі, Зодчий Натхненний. Далі чертоги земні наш Хранитель - вічний Володар людям призначив домом бути, Бог Всемогутній. | Now [we] shall honour heaven-kingdom's Ward, the measurer's might and his mind-plans, the work of the Glory-father as he of each wonder, eternal lord, the origin established; he first created for the children of men heaven for a roof, holy shaper. Then Middle-earth mankind's Ward, eternal Lord, after created, the lands for men, Lord almighty. |